# السيادة الشعبية الدينية

## السيادة الشعبية الدينية
هي شكل من أشكال الحكم قدّمها قائد الثورة الإسلاميّة في إيران السيد علي الخامنئي  بناءً على فقه ولاية الفقيه نظرياً، والتجربة القانونيّة والإداريّة والسياسية في الجمهوريّة الإسلاميّة الإيرانيّة عملياً ،، حيث يعد هذا الطرح مستوحى من الحكومة النبوية والعلوية في صدر الإسلام، وهو الأساس الذي بنيت عليه الجمهورية الإسلاميّة الإيرانية. ويعتبر نتيجة لما طرحه الإمام الخميني في كتابة الحكومة الإسلاميّة عندما اعتبر أن «سياستنا عين ديننا، ديننا عين سياستنا» بخلاف النظريات التي ارتكزت إلى أسس علمانية أو قومية.

## مفهوم السيادة الشعبيّة الدينيّة
يتألف مفهوم السيادة الشعبيّة الدينيّة من ثلاثة مصطلحات: السيادة، والشعب، والدين. نبدأ بالشرح الاصطلاحي لهذا المفهوم، ومن ثم نبيّن الحقل الدلالي له:
1. السيادة: تعرف السيادة بسلطة السيطرة التي تمتلكها الدولة، وهي أعلى درجات السلطة.
2. الشعب: وهو مصطلح يعبّر به عن مجموعة الأشخاص الذين تربطهم روابط معينة. هنا يتّضح أن إضافة السيادة إلى الشعب أي السيادة الشعبية تعني سلطة الشعب العليا، وأن الشعب هو مصدر السلطات، وهذا يعادل مفردة الديمقراطيّة المشتقّ من مفردة «دموكراسيا» اليونانيّة: دمو (أي الشعب) وكراتوس (أي الدولة).
3. الدين: وهو مجموعة من المعتقدات التي يؤمن بها الإنسان حول الكون والوجود والمعرفة. ومع إضافةً الجزء المتبقي إلى السيادة الشعبية، أي الدين، يتّضح أنَّ السيادة الشعبيّة الدينيّة هي سلطة الشعب إطار الدين ومبادئه الملتزم بها.
تتميّز رؤية السيادة الشعبية الدينية باعترافها بالحاكميّة الإلهيّة الدينيّة إلى جانب الحاكميّة الشعبيّة، وترتكز على ركنين هما«الجمهوريّة» و«الإسلاميّة»، إلا أن هذا التركيب ليس بالتركيب الشكلي والصوري، بل يعدّ«تركيب ذاتيّ»، نظراً لارتباط جذوره بالتعاليم الإسلاميّة.
لاحقاً، برز نقاش حول حقيقة المصطلح فهل أن الجمهورية هي المتقدّمة في النظام الإسلاميّ أم الإسلاميّة، وهو نقاش يعتبره السيد علي الخامنئي «نقاش مغرِض لا معنى له»، ويوضح أن هذين الأمرين يشكّلان حقيقةً واحدة، فـ«الإسلاميّة والجمهوريّة ليسا عنصرَين منفصلَين تمّ توصيلهما، فأوجدا حقيقةً واحدة؛ الجمهوريّة موجودة في صميم الإسلاميّة». «لقد نبع مبدأ السيادة الشعبية الذي نعتقد به من قلب الإسلام. لقد قلتها مراراً عندما نقول السيادة الشعبية الدينية، هذا لا يعني أبداً تركيب مفهوم السيادة الشعبية مع مفهوم آخر، أو تركيب الدين مع مفهوم آخر على الإطلاق» . يعتبرها السيّد علي الخامنئي حصيلة الفكر والتجربة السياسية والإسلاميّة في إيران وأنها تصلح للممارسة خارج الدائرة الإيرانية عند شعوب تطمح لممارسة الإسلامية في الحكم.

## الأسس النظرية
ترتكز السيادة الشعبيّة الدينيّة على جملة من الأسس النظريّة الخاصّة. نذكر منها:
'1- الولاية الإلهيّة:' يشكّل الإسلام مرجعاً للنظام القائم على أساس السيداة الشعبية الدينية، وبالتالي تعدّ الولاية الإلهيّة على الإنسان من المبادئ الأساسيّة للحكومة الشعبية الدينية.
'2-  اختيار الإنسان المكلّف:' استناداً إلى الأحكام الإسلامية فإن الإنسان مسؤول ومكلّف أمام الله تعالى، وبالتالي يعتبر الحضور في مختلف الميادين بمثابة أداء للتلكيف الإلهي، ولكن دون أن يُجبر الإنسان على ذلك، فهو مختار «وأهداف وغايات هذا الاختيار يجب أن يرسمها الإسلام لنا».
'3- المشروعية الإلهيّة إلى جانب المقبوليّة الشعبيّة:' تختلف المقبولية الشعبية والاعتماد على رأي الأكثرية في السيادة الشعبية الدينية عن مفهوم الديموقراطيّة الذي يعدّ أسلوباً لحلّ النزاعات بالاعتماد على رأي الأكثرية. إن مفهوم الديمقراطيّة، الذي ولد في سياق تطوّر الحضارة الأوروبيّة، لا ينتمي إلى الحقل الدلاليّ الإسلاميّ، بل إنه حضر للمرّة الأولى في عصر النهضة الإسلاميّة الأولى نتيجة التعارف بين الحضارات.
إذاً، لا تعارض بين مشروعية السلطة السياسيّة ذات المنشأ الإلهيّ في الإسلام وبين المقبولية الشعبية التي تعدّ شرطاً أساسياً لفعالية الحكومة الإسلاميّة. إنّ رأي الناس وحده لا يشكّل أساس مشروعية الحكومة، وإنما أساس المشروعيّة يعود إلى التقوى والعدالة، مع العلم أنّ التقوى والعدالة لا أثر لهما إذا كانا من دون مقبوليّة الناس واختيارهم...". على سبيل المثال، طالما أنّ الولي الفقيه، المنتخب من مجلس خبراء القيادة الذين بدورهم يتمّ انتخابهم من قبل الشعب، لم يمنح الثقة لرئيس الجمهوريّة، لا يحصل الأخير على لا يحصل على القانونيّة الشرعيّة بانتخاب الشعب.
يتّضح أن مشروعية النظام وفق السيادة الشعبية الدينية ناشئة حصراً من الإسلاميّة وحاكميّة الله، في حين أنّ مقبولية النظام وقوّته ناشئة من الشعب، بعبارة أخرى المشروعيّة الدينيّة للسيادة الشعبيّة ثنائيّةً ترجع إلى جذر واحد هو الله عز وجل، وهذه الثنائيّة هي أولًا أهليّة الحكّام، وثانيًا رضا الناس عنهم. فيما يخص أهلية الحكام، يذكر دستور الجمهورية الإسلاميّة في إيران، في المادة التاسعة بعد المئة من الفصل الثامن، الشروط المطلوب توافرها في القائد؛ وهي: الكفاءة العلميّة اللازمة للإفتاء في مختلف أبواب الفقه، العدالة والتقوى اللازمتان لقيادة الأمّة الإسلاميّة الرؤية السياسيّة الصحيحة والكفاءة الاجتماعية والإدارية، والتدبير، والشجاعة والقدرة الكافية للقيادة. وعند تعدُّد من تتوفر فيهم الشروط المذكورة، يفضّل من كان منهم حائزاً على رؤية فقهيّة وسياسيّة أقوى من غيره.
تُظهر الكتابات حول السيادة الشعبية الدينية وجود جملة من الآراء والاتجاهات ترتبط بالإمكان والامتناع المفهومي لهذا المصطلح.
الامتناع المفهومي: يرى أصحاب هذا الرأي وجود عدم انسجام داخلي بلحاظ مفهومي في مصطلح «السيادة الشعبية الدينية»، كونه يجمع بين مفهومين غير مرتبطان أساساً، لا بل لا يمكن ارتباط بينهما. فالسيادة الشعبية ترتبط بالليبرالية كنموذج فلسفي سياسي- اجتماعي، في حين أن الدين الإسلامي له نظرته الفلسفية المختلفة للحياة السياسية- الاجتماعيّة التي ترفض أسس النظرية الليبرالية كالحرية بمهومها الليبرالي والعلمانيّة.
الإمكان المفهومي: مقابل الرأي الأول هناك رأي آخر ترى انسجاماً وإمكان مفهومي للسيادة الشعبية الدينية. فيعرّف أصحاب هذا الرأي السيادة الشعبية الدينية بأنها «طريقة وأسلوب في  إدارة الحياة السياسية للناس تكون مقبول لدى النظام الديني، وهذا النظام يضمن الحد الأدنى من الحرية، الاستغلال، الرضا، المشاركة السياسية، وإقامة العدل الاجتماعي-السياسي بين الناس، وختاماً بحاكمية روح الشريعة في الحياة السياسيّة لهم».
إذاً، سعى صاحب هذه النظرية، السيد علي الخامنئي أن يقدم نظرية جديدة تختلف عن الديموقراطيّة التي ترى أن سيادة الشعب تقوم على أساس لا ديني، وكذلك تختلف عن الثيوقراطية والاستبداد الديني الذي ظهر في القرون الوسطى، بل يرى إمكانية الجمع بين السيادة الشعبية والتعاليم الدينية الإلهية في نظام الحكم، فلا ديموقراطية ولا ثيوقراطية بل جمهورية إسلاميّة.

## کتب عن السيادة الشعبية الدينية
السيادة الشعبية الدينية، مجموعة من الباحثين، معهد المعارف الحكميّة
السيادة الشعبية الدينية إشكالية المفهوم، مجموعة من الباحثين، معهد المعارف الحكميّة
السيادة الشعبيّة الدينيّة، الجمهوريّة الإسلاميّة؛ منوجهر محمّدي؛ ترجمة فاطمة شوريا